# 안남랑구르
안남랑구르(Trachypithecus margarita)은 인도차이나 남동부에서 발견되는 루뚱원숭이의 일종이다. 분포 지역은 남부 베트남의 중부 지역과 라오스 인근 지역, 캄보디아의 몬둘키리 주와 라타나키리 주 지역이다.

## 특징
안남랑구르는 크기와 털 색이 인도차이나랑구르(Trachypithecus germaini)와 유사하고 털 색이 연한 회색을 보이며, 특히 배와 목 쪽이 연한 색을 띤다. 얼굴과 앞팔, 손발은 거무스레하다. 대부분이 눈 주위에 둥글게 흰 테가 둘러져 있다. 갓 태어난 새끼는 오렌지 색 털과 희끄무레한 얼굴 피부, 손발을 갖고 있다.